# Gmina Sund
Gmina Sund (norw. Sund kommune) – norweska gmina leżąca w regionie Hordaland. Jej siedzibą jest miasto Skogsvåg.
Sund jest 388. norweską gminą pod względem powierzchni.

## Demografia
Według danych z roku 2005 gminę zamieszkuje 5537 osób. Gęstość zaludnienia wynosi 55,83 os./km². Pod względem zaludnienia Sund zajmuje 180. miejsce wśród norweskich gmin.
| ludność stan na 1 stycznia 2005 |         |           |       |
|                                 | kobiety | mężczyźni | razem |
| osób                            | 2833    | 2704      | 5537  |
| %                               | 51,16%  | 48,84%    | 100%  |

| wykształcenie stan na 1 października 2004 |        |         |        |        |
|                                           | podst. | średnie | wyższe | niezn. |
| osób                                      | 846    | 2734    | 602    | 97     |
| %                                         | 19,77% | 63,89%  | 14,07% | 2,27%  |

## Edukacja
Według danych z 1 października 2004:
- liczba szkół podstawowych (norw. grunnskolar): 8
- liczba uczniów szkół podst.: 791

## Władze gminy
Według danych na rok 2011 administratorem gminy (norw. rådmann) jest Gerhard Inge Storebø, natomiast burmistrzem (norw. ordfører, d. borgermester) jest Ove Trellevik.